# Чеботарёв, Порфирий Григорьевич
Порфирий Григорьевич Чеботарёв (25 февраля 1873, Новочеркасск — 10 февраля 1920, Новороссийск) — генерал-майор русской армии, генерал-лейтенант ВСЮР.

## Биография
Из семьи донских казаков. Отец — Григорий Чеботарев, выпускник Петербургского технологического института, инженер. Мать — Прасковья Ивановна Хераскова. После смерти отца от пневмонии, мать вышла замуж за генерала Петра Рыковского.
В начале 1870-х годов, когда в Донбассе начались массовые угольные разработки, Григорий Чеботарев организовал на принадлежащей ему земле рудник. После его смерти рудник успешно развивался его вдовой и Петром Рыковским, и был известен как Рыковские копи.
П. Г. Чеботарев был отправлен в Донской кадетский корпус. Закончив обучение в корпусе поступил в Николаевское кавалерийское училище в Петербурге, однако, столкнувшись с традициями «цука», вскоре перевелся в Михайловское артиллерийское училище. Окончил училище в 1893 году вторым по успеваемости после А. В. Черячукина.
Служил в Донской казачьей батарее. Окончил Михайловскую артиллерийскую академию (по первому разряду). В 1906—1910 годах — командир Донской казачьей батареи. Полковник (ст. 06.12.1906).
Мать Порфирия Чеботарева, мало интересовавшаяся им со времени поступления в кадетский корпус, потребовала, чтобы он вышел в отставку и принял на себя управление Рыковскими угольными копями. Чеботарев, любивший артиллерию, отказался. Это привело к ссоре с матерью, которая лишила наследства двоих своих сыновей от первого брака. Чеботарев попросил о переводе в армию, так как служба в гвардии требовала больших расходов.
С 1 марта по 18 декабря 1910 Чеботарев — командир 3-го Донского казачьего артиллерийского дивизиона в Чугуеве.
С 7 января 1913 года — штаб-офицер для поручений при Генерал-Инспекторе артиллерии Великом князе Сергее Михайловиче. С инспекционной поездкой объехал западные военные округа, проверяя знания артиллерийских офицеров. Несколько месяцев провёл на Балканах, где изучал опыт использования артиллерии Сербской и Греческой армиями во время Балканских войн.

### Первая мировая война
Во время Первой мировой войны командовал 58-й артиллерийской бригадой, входившей в состав 58-й пехотной дивизии. Дивизия была сформирована при мобилизации в июле 1914 г. участвовала в Галицийской битве, осаде Перемышля, боях в Карпатах на Ужокском перевале. Генерал-майор (1915).
58-я дивизия была назначена в состав гарнизона крепости Новогеоргиевск. К этому времени дивизия отличилась во многих боях, но понесла большие потери и была спешно пополнена ратниками ополчения и вновь произведёнными прапорщиками и спешно отправлена в Новогеоргиевск. Чеботарев принимал участие в обороне крепости, командуя артиллерией игравшего пассивную роль Завислянского отдела обороны. В августе 1915 крепость пала и Чеботарев взят в плен в составе гарнизона крепости.
В германском плену содержался в лагере Нейссе в Силезии, а затем был переведен в замок Меве в Восточной Пруссии.

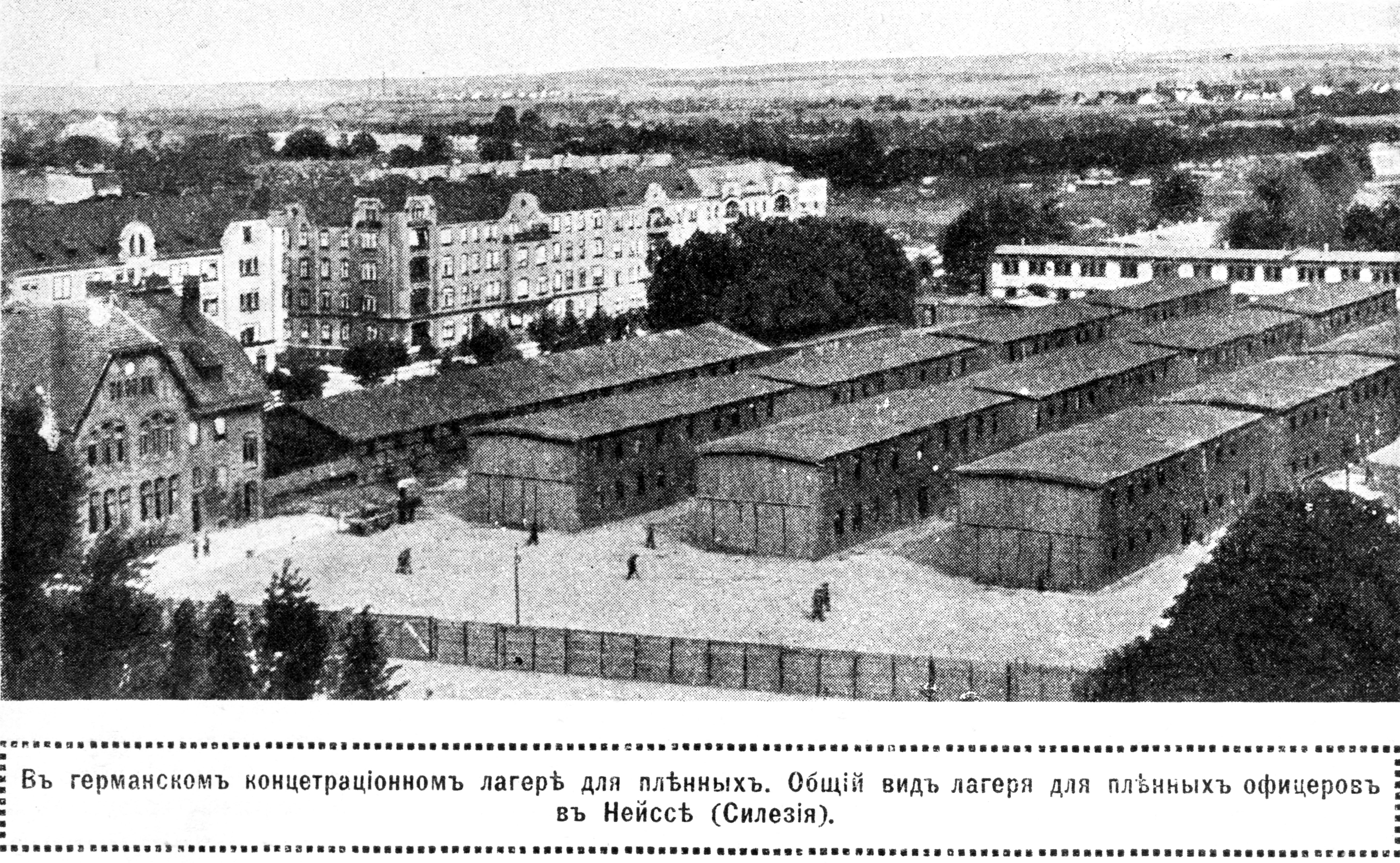
Немецкий концлагерь Нейссе (Силезия) для пленных офицеров.
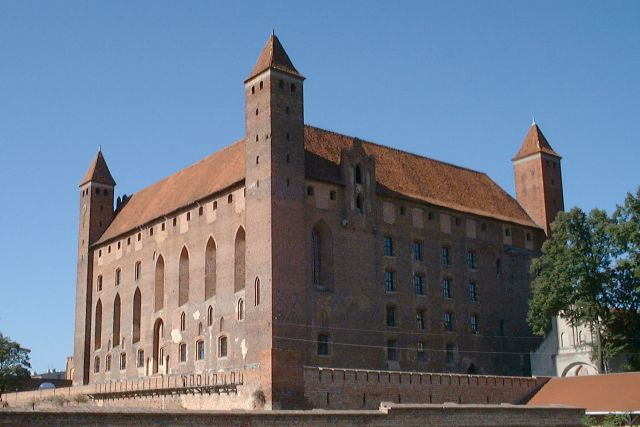
Замок Мёве.

### Гражданская война
В 1918 вернулся из плена одним их первых, так как за него ходатайствовал сотрудничавший с немцами донской атаман П. Н. Краснов.
После прибытия в Новочеркасск, Чеботареву через посредство посольства Донского войска на гетманской Украине и правительства Скоропадского удалось добиться выезда семьи из красного Петрограда в Киев и Новочеркасск и воссоединиться со своей семьей после трёхлетней разлуки.
На Дону он был сначала назначен председателем технической комиссии артиллерийского управления Донской армии.
17 ноября 1918 Донским атаманом был произведён в генерал-лейтенанты за умелое использование артиллерии под Царицыном. Приказом Донского атамана от 27 ноября 1918 г. назначен директором Донского императора Александра III кадетского корпуса, в котором он сам когда-то учился. Зимой 1920 г., во время отступления ВСЮР, эвакуировался вместе с корпусом в Новороссийск, где умер от тифа в январе 1920 г. Похоронен на тифозном кладбище Новороссийска. Место захоронения описано и показано на схеме, составленной его другом, генералом Черячукиным, принявшим от него кадетский корпус.

## Семья
- Жена — Валентина Ивановна Чеботарёва (в девичестве Дубягская, ок. 1879—1919). Дочь военного врача И. С. Дубягского, старшая сестра Дворцового лазарета царицы, поддерживала отношения с царской семьей после отречения.[3][4]
- Сын — Чеботарёв, Григорий Порфирьевич. Дочь — Валентина.

## Награды
- Орден Святого Станислава 2-й степени (1906);
- Орден Святой Анны 2-й степени (1913);
- Орден Святого Владимира 4-й степени;
- Сербский Орден Святого Саввы 3-й степени.